# SSAK3
SSAK3 (кор. 싹쓰리) — южнокорейская смешанная группа, сформированная в 2020 году в рамках развлекательного шоу MBC Hangout with Yoo компанией MBC. Коллектив состоял из трёх участников: Ю-Дорагона, Линды Джи и Би Рёна.

## Карьера

### 2020: Формирование и дебют
29 мая 2020 года источник с шоу «Чем ты занят, когда не занят?» (англ. How Do You Play?) сообщил, что Ю Чжэ Сок, один из популярнейших телеведущих Кореи вместе с Ли Хё Ри, бывшей участницей гёрл-группы Fin.K.L и Рейном, сольным исполнителем, готовится к дебюту в смешанной группе. Неделей ранее они уже обсуждали создание такого проекта во время эфира. 4 июня прошла ещё одна трансляция на YouTube, где было объявлено название — SSAK3. Оно означает, что группа будет сметать все музыкальные чарты.
В начале июля дебют был подтверждён и назначен на конец месяца, также было сообщено, что в будущем мини-альбоме группы у каждого участника будет сольная песня. 18 июля состоялась премьера песни «Beach Again», которая достигла вершины корейских музыкальных чартов в считанные часы после официального релиза. 25 июля был выпущен видеоклип, и в тот же день группа впервые выступила на Music Core. 30 июля «Beach Again» впервые одержал победу на M!Countdown.
8 августа участники группы сообщили, что, возможно, у них ещё будет камбэк, но точная его дата неизвестна из-за загруженных расписаний индивидуальной деятельности.

## Участники

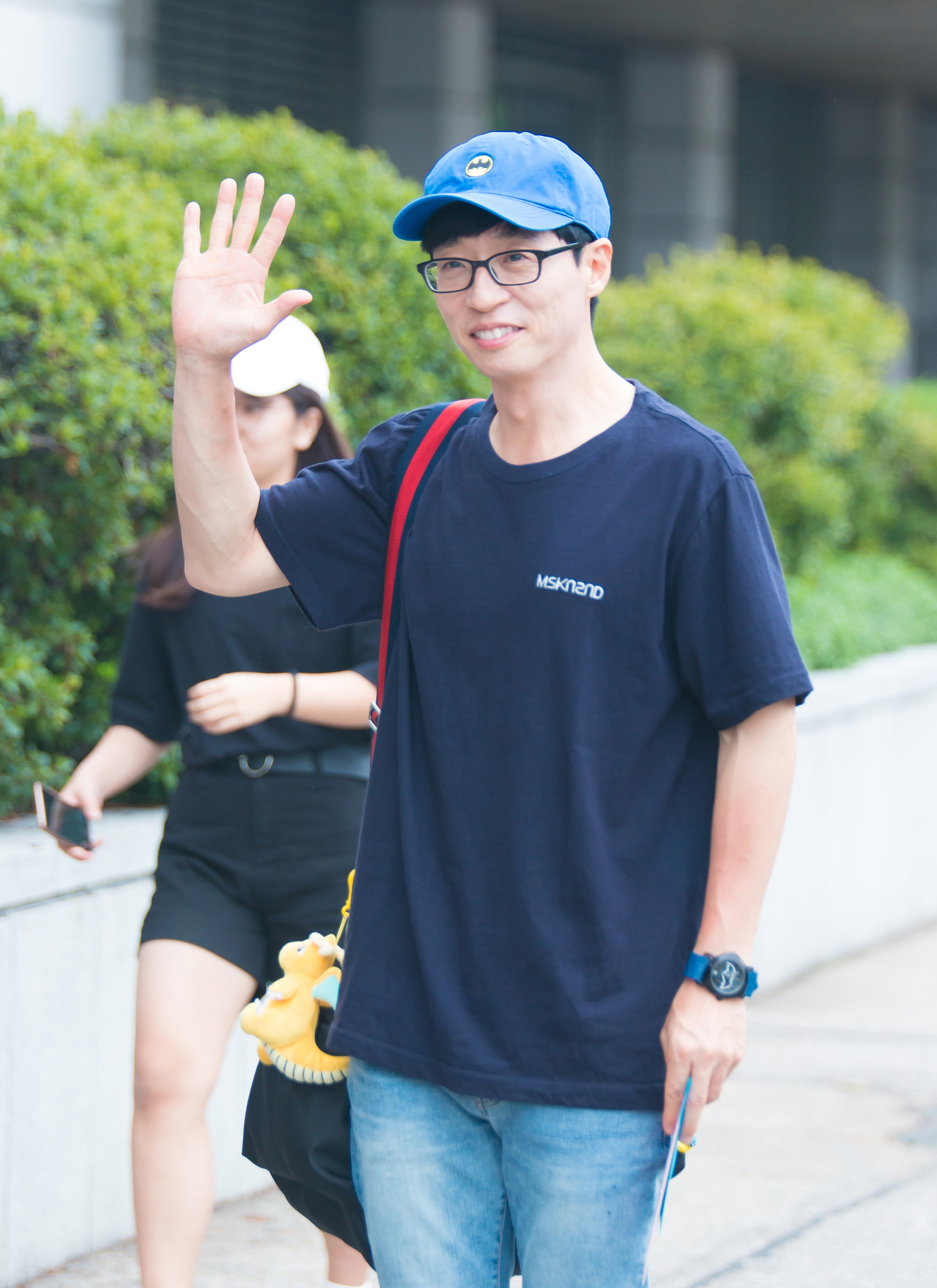
Ю-Дорагон
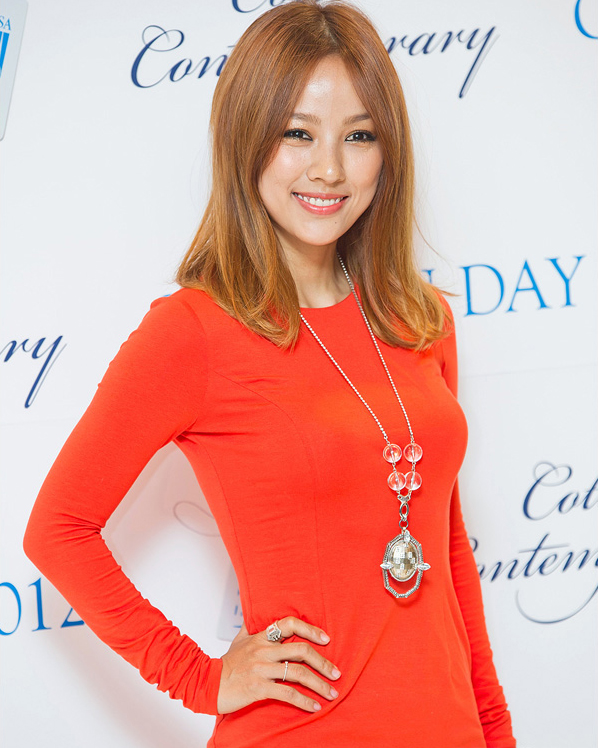
Линда Джи
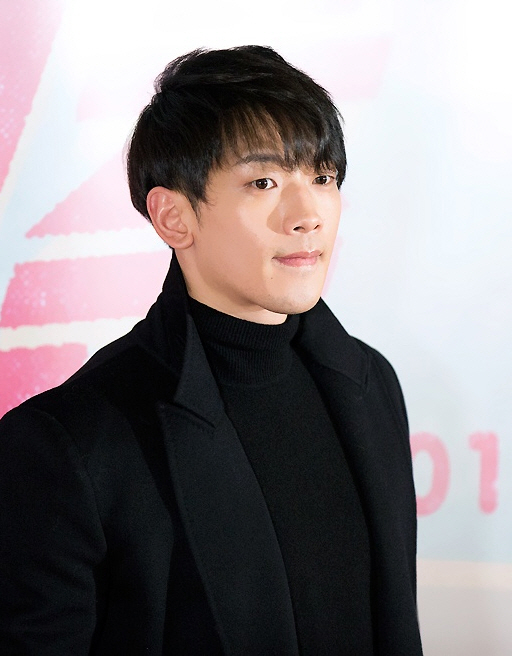
Би Рён

| Сценический псевдоним | Сценический псевдоним | Дата рождения |
| Основной              | Настоящие имя         | Дата рождения |
| --------------------- | --------------------- | ------------- |
| Ю-Дорагон             | Ю Чжэ Сок             | 14.08.1972    |
| Линда Джи             | Ли Хё Ри              | 10.05.1979    |
| Би Рён                | Чон Чжи Хун           | 25.06.1982    |

## Дискография
| Название            | Информация об альбоме | Пиковые позиции в чартах | Продажи |
| Название            | Информация об альбоме | KOR                      | Продажи |
| ------------------- | --- | ------------------------ | ------- |
| SSAK3 SPECIAL ALBUM | - Выпущен: Август 2020 года - Лейбл: Kakao M - Формат: CD, цифровая загрузка Трек-лист 1. 다시 여기 바닷가 (Beach Again) 2. 그 여름을 틀어줘 (Play That Summer) 3. 두리쥬와 (Luv Us) 4. LINDA 5. 신난다 (Exciting) с Mamamoo 6. 다시 여기 바닷가 (Acoustic Ver.) 7. 여름 안에서 (In Summer) с Хван Кван Хи | TBA                      | TBA     |

### Синглы
| Название                                               | Год  | Пиковая позиция в чарте | Альбом                    |
| Название                                               | Год  | KOR                     | Альбом                    |
| ------------------------------------------------------ | ---- | ----------------------- | ------------------------- |
| «In Summer» (여름 안에서) (Кавер SSAK3) с Хван Кван Хи | 2020 | 3                       | Не синглы с альбома       |
| «Beach Again» (다시 여기 바닷가)                       | 2020 | 1                       | Не синглы с альбома       |
| «Play That Summer» (그 여름을 틀어줘)                  | 2020 | 2                       | Не синглы с альбома       |
| «Luv Us» (두리쥬와) Ю-Дорагон с Кван Хи                | 2020 | 122                     | Luv Us X Linda X Exciting |
| «Linda» Линда Джи с Юн Ми Рэ                           | 2020 | 98                      | Luv Us X Linda X Exciting |
| «Exciting» (신난다) Би Рён с Mamamoo                   | 2020 | 106                     | Luv Us X Linda X Exciting |

## Награды и номинации

### Музыкальные шоу
| Год  | Дата      | Музыкальное шоу | Песня         |
| ---- | --------- | --------------- | ------------- |
| 2020 | 30 июля   | M!Countdown     | «Beach Again» |
| 2020 | 1 августа | Music Core      | «Beach Again» |